# Kujō Michitaka
Kujō Michitaka (九条 道孝, 11 juin 1839-4 janvier 1906), fils du régent Nijō Hisatada et fils adopté de son frère Yukinori, est un kuge (noble de cour) japonais de la fin de l'époque d'Edo et un politicien du début de l'ère Meiji, membre de la chambre des pairs du Japon. Une de ses filles, Teimei épouse l'empereur Taishō Tennō.
Durant le bakumatsu, Kujō soutient la politique du shogunat Tokugawa en tant que courtisan parmi les plus élevés de la cour impériale et perd son pouvoir au tout début de la restauration de Meiji quand la dissolution du shogunat est prononcée le 3 mars 1868. Son droit de présentation à la cour impériale est suspendu. Mais peu après au cours de cette même année, il est réhabilité et nommé à la tête du clan Fujiwara.
Durant la guerre de Boshin, il a la direction nominale de commandement de l'armée impériale de pacification du Nord (奥羽鎮撫総督府) et passe la dernière partie de la guerre dans le nord du Japon.
Il est élevé au titre de prince en 1869 en tant que chef de la famille Kujō quand le gouvernement de Meiji fonde le nouveau système nobiliaire japonais (kazoku).

## Source de la traduction
- (en) Cet article est partiellement ou en totalité issu de l’article de Wikipédia en anglais intitulé « Kujō Michitaka » (voir la liste des auteurs).